# Orden del Cisne
La Orden del Cisne es una antigua orden de caballería creada por el Elector de Brandeburgo.

## Historia

### sigloXV
En 1440, Federico II, elector de Brandemburgo, funda la orden del Cisne para asociar a distintos nobles y príncipes en la devoción a la Virgen María.
Hacia 1464 cuenta ya con unos 330 miembros y se extiende por distintos estados más allá de Brandemburgo como el margraviato de Ansbach o los Estados de la Orden Teutónica.
Al ser abrazada la Reforma por los electores de Brandemburgo, la orden dejó de concederse y de lucirse como víctima de su inseparable carisma de devoción mariana.
En el siglo XIX, en concreto hacia el año 1843, Federico Guillermo IV, rey de Prusia, decide reanimarla, no como una orden de caballería sino como una cofradía filantrópica o un grupo de hombres y mujeres de ambos sexos unidos bajo los ideales cristianos, sin diferenciar confesiones.

### Nueva creación por Federico Guillermo IV de Prusia
El 31 de diciembre de 1843, tras largas especulaciones, Federico Guillermo IV firma la orden de la que la Gaceta de Madrid inserta el resumen siguiente:
“La orden del Cisne no será una orden de caballería, sino una asociación que tendrá por objeto profesar por medio de actos las verdades del cristianismo. Su misión especial y general es la de proporcionar alivio a los padecimientos morales y físicos. Los enfermos, los sentenciados, los arrepentidos, en fin, los desgraciados de toda especie tienen derecho a participar de los consuelos y alivios que les proporcionen los individuos de la orden, quienes tienen un deber sagrado de proporcionárselos según las fuerzas y haberes.
El Rey, a imitación de los Electores sus antepasados, será, juntamente con la Reina su esposa, el gran maestre de la orden del Cisne.
Las insignias de esta orden no son como las de las otras, un adorno del mérito o una señal de distinción, y por lo mismo no se concederá n sino a los individuos de la orden que trabajen con mayor asiduidad en el cumplimiento de la misión para que esta destinada. Sin embargo, el Rey se reserva conferir estas insignias, que consistirán en un medallón de oro adornado de emblemas religiosos y pendiente de un collar igualmente de oro, a personas Reales y otros personajes ilustres; pero solo en casos extraordinarios y muy raros.
Todos los individuos de la orden del Cisne son iguales entre sí. Los cargos y dignidades con que puedan ser investidos en la orden  o lo tendrán por objeto determinar la clase de trabajos que deban desempeñar, y la esfera  de actividad designada a cada uno de ellos.
Podrán ser admitidas en la orden del Cisne las personas de ambos sexos de todas las confesiones cristianas, sin distinción de clase ni de posición social, con tal que se obliguen a cumplir religiosamente y con celo los deberes que los estatutos de la orden imponen.
Todo individuo de la orden podrá separarse de la orden, sin que por ello se arrogue infamia, cuando no se sienta coa vocación o con fuerza para cumplir con su misión.
La divisa de la orden es: Dios sea con nosotros.
La orden del Cisne fundará establecimientos filantrópicos. El primero de estos establecimientos se dedicará especialmente para la instrucción de enfermeros de ambos sexos.
El Rey ha nombrado una comisión compuesta de cinco individuos para redactar los estatutos de la orden del Cisne.”
En aquel momento en las cancillerías europeas se especulaba que al afán medievalista del rey de  Prusia, se unía además la circunstancia de que al haber sido desde su origen una orden mixta podría ser concedida así a la joven reina Victoria.
En todo caso y a pesar de ello la orden finalmente no fue revivida.

## Insignia
La insignia estaba formada por dos partes diferenciadas colgantes de un collar, así mismo fabricado en oro. La primera parte estaba formada por un cisne dentro de una tela retorcisa en forma de círculo, de la que caían dos extremos de la misma por debajo de la forma circular. Por encima del mismo se encontraba una imagen de la Virgen con el Niño en relieve y encerrados en una orla ahusada u ovalada formada por formas variables que van desde rayos hasta círculos o cuadrados.
El collar se encontraba formado por la unión de distintos elementos pero de forma somera puede describirse como formado por distintas varas creando formas rectangulares, en medio de las cuales se situaba un corazón esmaltado de color sangre.
El lema de la orden era "Gott mit uns", Dios con nosotros.